# Objeto de frontera
En sociología de la ciencia y estudios de ciencia, tecnología y sociedad, un objeto limítrofe o de frontera es una clase de información, como especímenes, notas de campo, y mapas, utilizados en maneras diferentes por comunidades diferentes para trabajo colaborativo a través de escalas. Los objetos de frontera son plásticos y flexibles, interpretados de manera diferente a través de diferentes comunidades, pero con bastante contenido en común (inmutable) para mantener su integridad. 
El concepto fue introducido en una publicación por Susan Leigh Star  y James R. Griesemer  en 1989  (p. 393):

"Los objetos límite son objetos lo suficientemente plásticos como para adaptarse a las necesidades y limitaciones locales de las distintas comunidades que los emplean, pero lo suficientemente robustos como para mantener una identidad común en todos los sitios y contextos. Están débilmente estructurados en su uso común, y se vuelven fuertemente estructurados en su uso individual. Pueden ser abstractos o concretos. Tienen diferentes significados en distintos mundos sociales, pero su estructura es lo suficientemente común a más de un mundo como para hacerlos reconocibles, un medio de traducción. La creación y gestión de los objetos fronterizos es fundamental para desarrollar y mantener la coherencia entre los mundos sociales que se cruzan."

En su artículo, Star y Griesemer describen la importancia de los objetos frontera y estandarización de los métodos en el desarrollo del Museo de  de Zoología Vertebrada de Berkeley. Algunos de los objetos frontera  que citan incluyen especímenes, notas de campo, y mapas de territorios particulares. Estos objetos interaccionan con individuos de varios grupos sociales (incluyendo museo y coleccionistas amateurs profesionales) pero suelen ser con fines muy diferentes para cada uno de ellos (p. 408).

## Aplicaciones
Desde entonces este concepto ha sido ampliamente citado. El concepto objeto de frontera ha sido adoptado en informática (particularmente trabajo cooperativo asistido por computadora), ciencia de información, y administración, particularmente cuándo considerando cruz-colaboración y trabajo disciplinarios, tampoco dentro una organización o con el objeto de frontera que ayuda para centrar los esfuerzos de organizaciones múltiples.  Geoffrey Bowker y Star desarrolló el concepto más allá en el libro que Order things out: Classification and its consequences.
Los objetos de frontera están descritos para casos de coordinación sin consenso, cuando pueden dejar un actor local entendiendo para ser redefinidos en el contexto de una actividad colectiva más amplia.  De modo parecido, Etienne Wenger describe objetos de frontera como entidades que puede enlazar las comunidades juntas cuando dejan grupos diferentes para colaborar en una tarea común.
Charlotte Lee ha extendido el concepto del objeto de frontera para considerar periodos sin estandarización y de organización inestable, donde los objetos son transitorios y están cambiando, el cual se traduce como "una frontera que se negocia en los artefactos."
De modo parecido, Kertcher y Coslor centran su análisis en el periodo temprano de objetos de frontera, con anterioridad a la estabilización institucional. Ellos utilizan como ejemplo el periodo de desarrollo de la informática, encontrando en este periodo temprano un momento en el que se cruzan colaboradores interdisciplinarios, que buscan separarse de otros actores. Para ello, negocian de manera directa con sus colaboradores las fronteras del trabajo disciplinario, más que ser capaces de trabajar por separado en el borde del objeto de frontera compartido, una situación que cruz exhaserba las fricciones entre las comunidades epistemicas.
Alex Juhasz y Anne Balsamo evocan la idea de objetos de aprendizaje (conceptualizados desde las teorías de aprendizaje contemporánea) para desarrollar el concepto de "objetos de frontera que aprenden" o BOTLs, en inglés. Esto describe los objetos de frontera como objetos en proceso que producen significado /meaning-making) y en comunicación a través de grupos sociales. Aun así, también enfatiza el hecho que usuarios humanos de los objetos de frontera, especialmente aquellos con acceder a tecnologías digitales, pueden modificar aquellos objetos para conocer sus necesidades.

## Implicaciones políticas
Algunas interpretaciones de los objetos limítrofes abordan los aspectos políticos de estos. Por ejemplo, Kimble, Grenier y Goglio-Primard (2010) critica la idea de Objeto de Frontera que se encuentra en la literatura académica, normalmente está siendo demasiado mecánico e ignorando el efecto de políticas intergrupales y condiciones locales, que afectan sus usos y significados. Esto en particular a usos de los objetos de frontera solo como flexibilidad interpretativa.  Los autores argumentan que necesidad de objetos de la frontera para ser visto en contexto de las motivaciones de las personas que escoge el objeto así como su función comunicativa.
Por otra parte, Isto Huvila argumenta, a partir del ejemplo de informes arqueológicos, que la creación de objetos de frontera es siempre a algún grado una expresión de hegemonía. Cuando tal, objetos de frontera no pueden ser vistos tan políticamente neutros o necesariamente consensual.